# Kirill Boliuch
Kirill Serhiiovych Boliukh (in ucraino Кірілл Сергійович Болюх?; 12 marzo 2007) è un tuffatore ucraino.

## Biografia
Ha debuttato in nazionale nel 2021, all'età di 14 anni, partecipando all'Abu Dhabi Aquatics Festival.
Ai mondiali di Budapest 2022 si è piazzato al quarto posto nel sincro 10 metri, assieme al compagno Oleksij Sereda; nelle eliminatorie si erano classificati secondi.
Ha ottenuto la sua prima medaglia agli europei di Roma 2022, dove si è classificato al secondo posto sia nei tuffi sincronizzati dalla piattaforma di 10 metri, insieme a Oleksij Sereda, che nella gara a squadre (insieme a Baylo, Kesar e Konovalov).
Ai III Giochi europei di Cracovia 2023 si è laureato campione continentale nel sincro 10 m maschile, con Oleksij Sereda], e nel sincro 10 m misto con Ksenija Bajlo. La vittoria gli ha attribuito anche i titoli di campione europei di tuffi, essendo il campionato integrato nei Giochi europei. 
Ai mondiali di Fukuoka 2023 ha vinto la medaglia d'argento nel sincro 10 metri, al fianco di Oleksij Sereda, concludendo alle spalle dei cinesi Lian Junjie e Yang Hao. Agli europei di Antalya del 2025 conquista due medaglie d'oro.

## Palmarès
- Mondiali

Fukuoka 2023: argento nel sincro 10m.
Doha 2024: bronzo nel sincro 10m.
- Europei

Roma 2022: argento nel sincro 10m e nella gara a squadre.
Antalya 2025: oro nel sincro 10m misto e nella gara a squadre.
- Giochi europei

Rzeszów 2003: oro nel sincro 10m e nel sincro 10m misto.